# Magetan (plaats)
Magetan is een bestuurslaag in het regentschap Magetan van de provincie Oost-Java, Indonesië. Magetan telt 2907 inwoners (volkstelling 2010).